# David Arnesen
David Arnesen, född 12 februari 1988 i Stockholm, är en svensk skådespelare.

## Biografi
Arnesen är utbildad skådespelare på Stockholms dramatiska högskola (tidigare Teaterhögskolan i Stockholm), 2012-2015.
David Arnesen är son till författaren Martin Arnesen, samt bror till författaren Hannah Arnesen.

## Filmografi (urval)
- 2008 – Greetings From Slussen, Sthlm[1] (Kortfilm)
- 2010 – Vår pappas son (Kortfilm)
- 2010 – 7X: Lika Barn Leka Bäst[2]
- 2010 – Tid ur led[3] (Kortfilm)
- 2010 – Anstiftan (Kortfilm)
- 2011 – Röd måne (Novellfilm)
- 2011 – Dubbelt Utsatt-Bella (Kortfilm)
- 2011 – Girl (Kortfilm) - Nominerad, Sundance, Startsladden, med flera[4]
- 2011 – Föreställningen - (Kortfilm) Nom. Vårrullen
- 2011 – Livet/Universum[5] - (Kortfilm) Visades i Cannes 2011
- 2012 – Ung, bög och jävligt kär - (Kortfilm)
- 2013 – Gryning[6] -(Kortfilm) Nom. 1 km Film 2013, Vann Bästa film Stockmotion 2014
- 2014 – I mina händer - (Kortfilm)
- 2014 – Merum Imperium[7] - (Kortfilm) Nom. 1 km film[8]
- 2014 – ART - (Tv-serie-Pilot, Avsn. 1-5) (STDH)
- 2014 – Runt Hörnet[9] - (Kortfilm)
- 2014 – Fadden[10] (Kortfilm)
- 2015 – I nöd eller lust
- 2016 – Krigarnas ö[11]
- 2016 – DJINN[12] (Kortfilm)

## Teater

### Roller (ej komplett)
| År   | Roll                                            | Produktion                                                          | Regi                    | Teater |
| ---- | ----------------------------------------------- | ------------------------------------------------------------------- | ----------------------- | --- |
| 2008 | Sofia                                           | Roten ur Norén Fritt efter Lars Norén                               | Fredrik Lundqvist       | Unga Tur , Södra Teatern                                                                                                 |
| 2008 | Dealern                                         | I bomullsfältens ensamhet Bernard-Marie Koltès                      | Binyam Haile            | Unga Tur |
| 2009 |                                                 | Ferdydurke Witold Gombrowicz                                        | Erik Holmström          | Turteatern |
| 2009 | Tschang Fini                                    | Leendets land Franz Lehár                                           | Sally Palmqvist Procopé | Unga Tur, Malmö Opera |
| 2010 | Aeneas                                          | Troilus och Cressida William Shakespeare                            | Andreas Lindal          | Shakespeare på Gräsgården                                                                                                |
| 2010 | Siphon, Stallpojken Wai                         | Ferdydurke Witold Gombrowicz                                        | Erik Holmström          | Turteatern, Teaterbiennalen 2011 i Gävle, Internationella Gombrowiczfestivalen 2010 vid Teatr Powszechny i Radom, Polen. |
| 2011 | Gabriell                                        | Skyddat bo Lanford Wilson                                           | Tom Silkberg            | Teater Giljotin |
| 2013 | Michael Alig                                    | Dö Klubbdöden Isabel Cruz Liljegren                                 | Gustav Englund          | Dramalabbet |
| 2015 | Mannen                                          | Bibeln Niklas Rådström                                              | Åsa Kalmér              | Stockholms stadsteater                                                                                                   |
| 2015 | David (egenskriven monolog), Drottning Kristina | X Dimen Abdulla, Erik Uddenberg, m.fl.                              | Farnaz Arbabi           | Unga Klara |
| 2015 | Demetrius                                       | En midsommarnattsdröm William Shakespeare                           | Pontus Plænge           | Shakespeare på Gräsgården                                                                                                |
| 2016 | Edmund/Galne Tom                                | Kung Lear William Shakespeare                                       | Linus Tunström          | Uppsala Stadsteater |
| 2016 | Martin                                          | Och någon blev inte knivhuggen Dimen Abdulla                        | Bahar Pars              | Uppsala Stadsteater |
| 2016 | Stadens Krönikör                                | Falla ur tiden David Grossman                                       | Suzanne Osten           | Dramaten |
| 2018 | Louis                                           | Angels in America Tony Kushner                                      | Farnaz Arbabi           | Dramaten |
| 2018 | Lasse                                           | LasseMaja och Hamletmysteriet Jonna Nordenskiöld och Martin Widmark | Jonna Nordenskiöld      | Dramaten |
| 2019 |                                                 | Lauras läppar Malin Axelsson                                        | Malin Axelsson          | Dramaten |
| 2020 |                                                 | Furstinnan av Amalfi John Webster                                   | Suzanne Osten           | Dramaten |